# Yale World Fellows
Yale World Fellows — международная стипендиальная программа Йельского университета, направленная на построение сети новых мировых лидеров и расширение международного взаимопонимания. Каждый год по этой программе выбираются примерно пятнадцать одарённых людей, представляющих разнообразные страны всего мира, которые приглашаются в Йельский университет пройти обучение в течение одного учебного семестра, изучая важнейшие глобальные проблемы и способствуя международному диалогу.
Стипендиаты, как правило, выбираются на раннем этапе, в середине своей карьеры, в различных секторах — в правительствах, бизнесе, средствах массовой информации, неправительственных организациях, сфере образования, религиозных организациях, вооружённых силах, гуманитарных науках и искусстве. Программа призвана помочь стипендиатам расширить свой профессиональный и личный кругозор и подготовиться к роли лидеров. Обучение по программе проводится каждую осень, с середины августа до середины декабря.

## История
В 2001 году, по случаю трёхсотлетия Йельского университета, президент университета Ричард К. Левин выдвинул ряд инициатив, направленных на укрепление международного влияния Йельского университета. Всемирная стипендиальная программа Йельского университета была одной из них. На роль исполнительного директора была назначена журналист и помощник Белого дома Брук Ширер, руководителем факультета стал Дэниел Эсти. Первый набор стипендиатов был собран в Нью-Хейвене осенью 2002 года.
С 2015 года пост директора занимает Эмма Скай. Она руководила передачей программы Йельской школе глобальных отношений. В 2016 году Starr Foundation во главе с американским бизнесменом Морисом Р. Гринбергом пожертвовал Йельскому университету 16 млн. долларов, в знак благодарности университет переименовал инициативу в «Maurice R. Greenberg World Fellows Program».
На 2024 год программу прошли более 400 лидеров из 96 стран.

## Основные цели
Всемирная стипендиальная программа Йельского университета имеет три основные задачи:
- Расширение базы знаний и укрепление лидерских навыков ряда перспективных руководителей со всего мира.
- Углубление международного диалога в кампусе Йельского университета, где стипендиаты играют роль катализаторов тем для общения.
- Создание международной сети из принимающих решения специалистов разных областей знаний, которые связаны с Йельским университетом и друг с другом.

## Учебный план
Семинар по глобальным вопросам
- Глобализация: новая инкарнация старого процесса (англ. Globalization:  New Avatar Of An Ancient Process)
- Большая стратегия (англ. Grand Strategy)
- Личность (англ. Identity)
- Религия и политика (англ. Religion and Politics)
- Американская исключительность и права человека (англ. American Exceptionalism and Human Rights)
- Гражданство и равенство (англ. Citizenship and Equality)
- Международные аспекты демократизации (англ. International Dimensions of Democratization)
- Транснациональное управление (англ. Transnational Governance)
- Коррупция, демократия и развитие (англ. Corruption, Democracy, and Development)
- Теории лидерства (англ. Theories of Leadership)

и др.
Также, в течение каждой недели для слушателей, заинтересованных в более подробном изучении предметов, проводятся свободные курсы по различным темам. Наиболее популярные среди стипендиатов курсы:

- Конкурентная стратегия (англ. Competitive Strategy (School of Management))
- Семинар по правам человека (англ. Human Rights Workshop (Law School))
- Повышение навыков ведения переговоров (англ. Enhancing Negotiation Skills (School of Management))
- Национализм, национальность, и война (англ. Nationalism, Ethnicity, and War (Political Science))
- Вопросы теории демократии (англ. Issues in Democratic Theory (Political Science))
- Ведение переговоров (англ. Negotiations (School of Management))
- Поведенческие и институциональные экономики(англ. Behavioral & Institutional Economics (Economics, School of Management))
- Международные финансы (англ. International Finance (School of Management))
- Разработка выигрышных стратегий (англ. Developing Winning Strategies (School of Management))
- Стратегия, технология и война (англ. Strategy, Technology, and War (School of Management))

## Известные выпускники
- Алексей Навальный
- Леонид Волков
- Святослав Вакарчук
- Сергей Лагодинский